# Khanā Darreh-ye Soflá
Khanā Darreh-ye Soflá (persiska: خنا درّۀ سفلى, خِنا دَرِّۀ سُفلَى, خِنا دَرِّۀ پائين, خِنا دَرِّه پائين, خِنَدَرَه) är en ort i Iran.   Den ligger i provinsen Markazi, i den centrala delen av landet, 300 km sydväst om huvudstaden Teheran. Khanā Darreh-ye Soflá ligger 2 072 meter över havet och antalet invånare är 118.
Terrängen runt Khanā Darreh-ye Soflá är huvudsakligen kuperad, men åt sydost är den platt. Terrängen runt Khanā Darreh-ye Soflá sluttar söderut. Runt Khanā Darreh-ye Soflá är det ganska tätbefolkat, med 58 invånare per kvadratkilometer. Närmaste större samhälle är Hendūdūr, 3,4 km nordost om Khanā Darreh-ye Soflá. Trakten runt Khanā Darreh-ye Soflá består i huvudsak av gräsmarker.